# خالی (فیلم ۲۰۱۹)
خالی (به هندی: Blank) فیلمی محصول سال ۲۰۱۹ و به کارگردانی بهزاد خامباتا است. در این فیلم بازیگرانی همچون سانی دئول، کاران کاپادیا، کانویر شارما، ایشیتا داتا ایفای نقش کرده‌اند.